# Santuario del Cristo de los Milagros de Bayaguana
El santuario del Santo Cristo de los Milagros es un santuario ubicado en el municipio de Bayaguana, provincia de Monte Plata, República Dominicana. Se encuentra a unos 50 kilómetros de la capital Santo Domingo, limitando al norte con un espacio natural y con vistas al río Sabana. Con una tradición que se remonta a cinco siglos, es considerado un sitio de relevancia cultural y religiosa en la República Dominicana, y sirve como lugar de encuentro para turistas religiosos y residentes de la zona.

## Leyenda
La leyenda del Santo Cristo de los Milagros cuenta que una imagen del Santo Cristo tallada en madera apareció en la playa un día del año 1606. Una niña encontró la imagen y después de su descubrimiento, su madre se recuperó. Se desconocen los orígenes de la talla en madera, pero se cree que un barco transportaba la imagen y fue lanzado al agua como algún tipo de ofrenda en una época difícil.
En 1608, la imagen fue trasladada a una pequeña iglesia en un nuevo pueblo de Bayaguana. En el año 1789, se inició la construcción de un sitio nuevo para la imagen. Fue supervisado por el padre Ambrosio Caraballo. Sin embargo, las construcciones se detuvieron debido a que el promotor principal fue transferido.
En 1919, la oficina de patrimonio cultural declaró el santuario como patrimonio nacional y, en 1974, el padre Santiago Coste presentó el plan al comité de construcción, por lo que este proyecto no tuvo mucho éxito y no se concluyó.
Veintiséis años después fue reconocido por el Papa Benedicto XVI como centro de peregrinación y, a partir de entonces, muchos creyentes visitan el santuario anualmente para conocer mejor la historia, mostrar su gratitud por las oraciones contestadas y, a veces, en busca de algún milagro.
En el año 2007, la construcción del santuario fue impulsada por el cardenal Nicolás de Jesús López Rodríguez, quien inició la construcción oficial a cargo del arquitecto Marcos César Núñez y las instalaciones eléctricas a cargo del ingeniero Plinio Pérez.
La arquitectura del santuario es una forma de simbolismo de la vida de Jesús, por lo que numerosos peregrinos lo visitan año tras año para presentar sus respetos.

## La arquitectura
La basílica del santuario es un símbolo de la peregrinación cristiana. El costo se estima en alrededor de 300 millones de pesos dominicanos. La basílica fue construida con un estilo más moderno para reemplazar el templo antiguo y trasladar la imagen del Santo Cristo de los Milagros. La estructura interior está realizada con vidrio fotovoltaico que le da al santuario un tragaluz en forma de cruz. Este vidrio da entrada de luz natural y energía limpia. Mientras que el vidrio genera energía a partir de la luz, el vidrio filtra hasta el 95% de los rayos infrarrojos y el 99% de la radiación ultravioleta.

## Eventos religiosos
Hay un evento religioso llamado “ofrenda de los toros”. Esta tradición comenzó cuando, durante una larga sequía, el ganado estaba muriendo, y los cultivos y las frutas se estaban secando. Entonces, en su desesperación, la gente de la zona ofreció un toro al Santo Cristo a cambio de que cayera la lluvia. Después de que pasaron unos días, las lluvias volvieron como de costumbre y todo se salvó. Así comenzó la tradición el 28 de diciembre con la llegada de los toros y termina el 1 de enero.

### Ofrendas de toros
Unas semanas antes del festival, los Comisionados del Santo Cristo de los Milagros recorren la región recolectando toros. Estos son ofrendas de los creyentes como expresión de agradecimiento por los favores que se les otorgaron ese año y para connotar su fe y devoción. Al amanecer del 28 de diciembre, los jinetes, los Comisionados y los fieles entran a la plaza del pueblo con sus toros. Luego, en la plaza del pueblo, se celebra una ceremonia de consagración. Como parte de la festividad, se sirven varias bebidas como ron, café y jengibre entre los asistentes, incluidos los que pretenden comprar dichos toros sacrificiales. Además, el festival consiste en entonar canciones sobre la ofrenda de los toros, con versos improvisados a capela. El canto se hace en ronda, con solistas alternos tomando la delantera mientras todas las personas reunidas se unen como en un coro. El 1 de enero, la gente comienza a llegar de todo el país para participar en las misas y ofrendas al Santo Cristo. Después de reunirse en el altar, piden y agradecen las promesas concedidas durante el año pasado y el por venir. Una vez que termina la ceremonia, los Comisionados van al corral donde se guardan los toros para venderlos. El dinero que proviene de la venta de los toros, la iglesia lo utiliza en obras de caridad. Este festival ha tenido lugar durante más de 400 años. Comenzó con la fundación del pueblo de Bayaguana en 1604, durante la colonización española.

## La historia
Aunque la idea fue concebida a finales de los noventa y el trabajo comenzó en 2007, la construcción del santuario Cristo de los Milagros en Bayaguana fue un proceso muy retrasado. Es una obra arquitectónica creada para la peregrinación cristiana y para atraer a la gente a la provincia de Monte Plata. Su costo estimado es de alrededor de 300 millones de pesos y debido a su diseño, se compara con la Basílica de Higüey. Han pasado más de 10 años desde que se propusieron por primera vez los planes para el santuario antes de que comenzara la construcción, aunque el desembolso de recursos por los diferentes gobiernos había sido postergado y las frecuentes lluvias habían retrasado el trabajo. Sin embargo, con los esfuerzos de los devotos y seguidores regionales, junto con el apoyo presidencial, han llevado a que el santuario se completara en 2021. Muchos líderes en el área local, como el senador de la provincia de Monte Plata, Charlie Mariotti, los presidentes Danilo Medina y Leonel Fernández realizaron esfuerzos para que el presupuesto de la construcción pudiera ser reducido y no pusiera una presión económica extrema en el público. 
Muchos se atribuyen el mérito de la idea de construir el santuario; su promotor fue el Cardenal Nicolás de Jesús López Rodríguez, junto con el Padre Lorenzo Vargas, los residentes de Bayaguana e incluso el fallecido José Francisco Peña Gómez, quien prometió que si ganaba las elecciones de 1996, construiría el santuario. La estructura fue diseñada para albergar a 1800 con un Sótano para albergar la misma cantidad de personas, y a cientos extras en la parte superior por lo que alberga un total cerca de 4,000 fieles aproximadamente, mientras que el techo fotovoltaico permite generar hasta el 30% de la energía que necesita el santuario para su funcionamiento.

## El impacto en la comunidad
El propósito del santuario fue transferir el antiguo templo a una estructura moderna y de carácter nacional. La importancia de ello radica en el hecho de que la imagen del Santo Cristo de los Milagros, una talla que data del siglo XVI, se encuentra dentro del templo desde que apareció en aguas del mar. El sitio ha contribuido al desarrollo espiritual, social, económico y educativo de la región desde su construcción. El santuario Cristo de Los Milagros no es solo un lugar de peregrinaje, sino también incluye espacios para la formación cristiana, el crecimiento humano, el ecoturismo, el apoyo social a los agricultores, así como un anfiteatro, casas para líderes religiosos, salas de conferencias, la casa curial y la oficina parroquial. Además, el valor de la tierra alrededor del santuario ha aumentado de $30,000 RD o $40,000 RD a $250,000 RD o $300,000 RD. Asimismo, se ha completado una serie de obras viales para asegurar un acceso más fácil al santuario. Gracias a esto, hay un mayor acceso al municipio desde la provincia de Santo Domingo, el Distrito Nacional y la región oriental. 
En 1981, la Oficina de Patrimonio Cultural declaró el Cristo de los Milagros parte del Patrimonio Nacional. Diecinueve años después, en 2000, para el Jubileo Mundial de la Iglesia Católica, el Papa Benedicto XVI lo proclamó un centro de peregrinación e indulgencia plenaria.